# Porticus Minucia Vetus
De Porticus Minucia Vetus werd in 106 v.Chr. gebouwd door Marcus Minucius Rufus ter ere van zijn overwinning op de Scordisci, een Keltische stam uit Pannonië. Marcus Antonius vestigde zijn kantoor in de porticus toen hij als gouverneur van Julius Caesar in 47 v.Chr. de stad bestuurde. Het gebouw werd verwoest bij de grote brand van het jaar 80, waarbij een groot deel van de gebouwen op het Marsveld verloren ging. Domitianus liet de porticus weer herbouwen.
De porticus staat afgebeeld op bewaard gebleven fragmenten van de Forma Urbis Romae, de grote marmeren stadskaart uit het begin van de 3e eeuw. Hierdoor is zowel de exacte locatie als het grondplan bekend. De porticus stond direct ten noorden van het Theater van Balbus en de Crypta Balbi en ten westen van de tempels van de Largo di Torre Argentina. Het was een rechthoekig plein, aan alle zijden omgeven door een dubbele zuilengang.
In de zuidoostelijke hoek van het plein stond de oudere Tempel van de Lares Permarini, die al in 179 v.Chr. door Marcus Aemilius Lepidus was gebouwd.
De Porticus Minucia Vetus mag niet worden verward met de Porticus Minucia Frumentaria, die elders op het Marsveld stond en waar de Romeinse burgers hun gratis graan konden afhalen.

## Referentie
- L. Richardson, jr, A New Topographical Dictionary of Ancient Rome, Baltimore - London 1992. pp.233,316 ISBN 0801843006